# Стрекоза (фильм, 2002)
«Стрекоза́» (англ. Dragonfly) — фильм режиссёра Тома Шедьяка. В конце фильма есть посвящение «светлой памяти Кэтрин Энн Кёртис»,  жене первого помощника режиссёра Алана Кертиса, которая скончалась во время работы над фильмом.

## Сюжет
Джо и Эмили Дэрроу - врачи в чикагской больнице. На седьмом месяце беременности Эмили отправляется в Венесуэлу, чтобы помочь туземцам в районе Амазонки. Она погибает, когда автобус попадает под оползень и падает в реку внизу. Её тело так и не было найдено местными властями. Не тратя времени на огорчения, Джо возвращается к работе. Однажды ночью его будит пресс-папье его жены в виде стрекозы, которое падает и катается по комнате. Его жена всегда питала страсть к стрекозам, и у неё даже было родимое пятно на плече, похожее на стрекозу. Джо начинает навещать пациентов Эмили в отделении детской онкологии больницы. Одного из пациентов его жены доставляют в бессознательном состоянии. Джо слышит, как ребёнок зовёт его по имени, и следует за персоналом, который безуспешно пытается привести его в чувство - сердце ребёнка останавливается. Когда Джо приближается к ребёнку, внезапно сердце снова начинает биться.
На следующий день Джо возвращается к ребёнку, который спрашивает его, является ли он "Джо Эмили", и говорит ему, что она отправила его обратно, чтобы сказать Джо что-то. По всей комнате нарисован изогнутый крест, но мальчик не знает, что означает этот символ. Мальчик рассказывает о своём предсмертном опыте, о том, что он видел свет и женщину, показывающую ему изображение Джо, и что символ креста был тем, что он увидел в конце радуги. Позже, проходя мимо комнаты другого ребенка, Джо видит тот же рисунок. Этот мальчик сразу же узнает, кто такой Джо, и говорит ему, что он должен "пойти к радуге". Когда Джо приходит домой, его попугай таинственным образом впадает в ярость, разбивает горшок и рисует тот же волнистый символ креста на рассыпанной земле на полу. Джо замечает стрекозу, летящую за окном, и на мгновение видит, как Эмили тянется к нему за тем же окном. Соседка Джо, Мириам Белмонт, пытается вернуть его к реальности. Вместо этого он идёт к сестре Мэдлин, противоречивой монахине, которая исследовала околосмертные переживания. Сестра Мэдлин сообщает Джо, что Эмили действительно пытается связаться с ним с другой стороны.
Переломный момент наступает в больнице, когда Джо остается наедине с пациентом в состоянии клинической смерти. Джо слышит, как его жена говорит через пациента, зовёт его по имени, но никто ему не верит. Он решает продать свой дом и отправиться в отпуск. Пока он упаковывал вещи своей жены, лампочка в комнате перегорает. Когда он возвращается с новой лампочкой, все вещи, которые он упаковал, внезапно возвращаются на свои прежние места. Он входит в свою кухню, где развернута карта, на которой в нескольких местах изображен таинственный изогнутый символ креста. Он узнает от друга, что волнистый крест - это символ водопада на карте. Джо вспоминает и находит фотографию своей жены, позирующей перед водопадом с радугой позади неё.
Он отправляется в Южную Америку, в места, где умерла его жена. Пилот доставляет его к могилам жертв возле деревни. Джо показывает фотографию своей жены и спрашивает своих местных гидов, знают ли они, где похоронена его жена. Они начинают спорить друг с другом о том, что его следует отвезти в деревню. Затем внимание Джо переключается на деревню, и он идёт туда. Он подходит к обрыву и видит автобус далеко внизу, в воде. Джо прыгает в реку и входит в полузатопленный автобус, в результате чего автобус смещается и полностью погружается. Джо заперт внутри, но успокаивается, когда автобус наполняет яркое свечение и перед ним появляется его жена, тянущаяся к его руке. События её последних часов проносятся перед ним, показывая, что она пережила первоначальный несчастный случай и была спасена близлежащими жителями деревни Яномами. Затем пилот внезапно спасает его из автобуса.
Джо бежит в деревню и оказывается в окружении разъяренных туземцев с оружием. Он поднимает фотографию своей жены. Местная женщина говорит ему, что они не смогли спасти её тело, но они спасли её душу. Озадаченный, он следует за ней в одну из хижин, и внутри находится младенец-девочка в корзине, ребенок, которого носила его жена, который пережил несчастный случай. Женщина показывает ему родимое пятно на ребенке в форме стрекозы. Обнимая свою дочь, он понимает, что пыталась сказать ему жена.
Фильм заканчивается тем, что Джо играет со своей дочерью, подросшей малышкой с волнистыми светлыми волосами, очень похожей на его жену.

## В ролях
| Актёр            | Роль              |
| ---------------- | ----------------- |
| Кевин Костнер    | доктор Джо Дэрроу |
| Сюзанна Томпсон  | Эмили Дэрроу      |
| Джо Мортон       | Хью Кэмпбелл      |
| Рон Рифкин       | Чарли Диккинсон   |
| Кэти Бейтс       | миссис Бельмонт   |
| Роберт Бейли-мл. | Джеффри           |
| Джейкоб Смит     | Бэн               |
| Джей Томас       | Хэл               |
| Лиза Бейнс       | Флора             |
| Мэтт Крэйвен     | Эрик              |
| Кейси Биггс      | Нейл Дэрроу       |
| Лесли Хоуп       | Черисс Дэрроу     |